# Clometiazol
Clometiazol (también denominado Chlormethiazole Zendra(R)) es un derivado de la   tiamina (vitamina B1). Es agente sedante e hipnótico así como ansiolítico y anticonvulsionante
.  Es un relajante muscular y produce una subida sustancial de la hormona del crecimiento, al aumentar la eficacia del GABA. Esta subida sustancial de la hormona del crecimiento podría ser beneficioso para aumentar la masa muscular, efecto buscado para personas con alcoholismo, las cuales se benefician del fármaco por sus propiedades tranquilizantes y precursoras de tiamina. 